# Castleford (Idaho)
Castleford – miasto w Stanach Zjednoczonych, w stanie Idaho, w hrabstwie Twin Falls.